# Мухамед Абдул Касим ел Зуаи
Мухамед Абдул Касим ел Зуаи (арап. محمد أبو القاسم الزوي) либијски је политичар. Био је секретар Општег народног конгреса.

## Биографија
Године 1969. Ел Зуаи је био један од „слободних официра“ који је заједно са 27-годишњим капетаном Муамером ел Гадафијем организовао војни преврат у Либији. Затим, био је либијски амбасадор у Лондону и секретар Општег народног комитета за правду. Од 26. јануара 2010. обављао је дужност секретара Општег народног конгреса, замјенивши Мубарака Абдулаха ел Шамеха (Имбарека Шамеха).